# 克龍普拉茨山

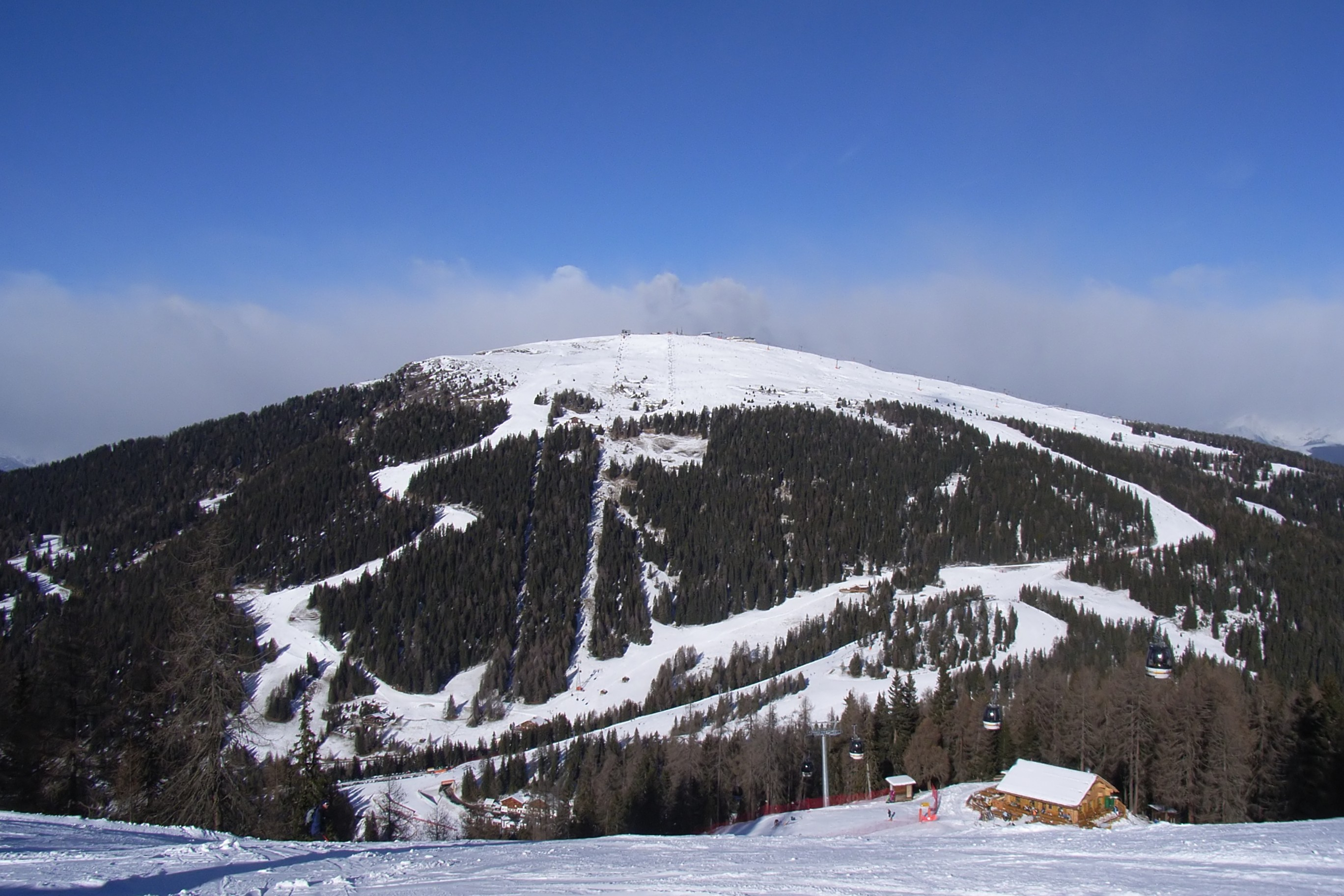

46°44′17″N 11°57′36″E / 46.73806°N 11.96000°E
克龍普拉茨山（義大利語：Plan de Corones），是意大利的山峰，位於該國東北部，由博爾扎諾-南蒂羅爾自治省負責管轄，屬於多洛米蒂山的一部分，海拔高度2,275米。